# Koca Mustafa Reşit Paixà
Koca Mustafa Reşid Paşa (13 de març de 1800-7 de gener de 1858) fou home d'estat i sis vegades gran visir otomà (31 de juliol de 1846 a 28 d'abril de 1848, 13 d'agost de 1848 a 27 de gener de 1852, 7 de març de 1852 a 7 d'agost de 1852, 24 de novembre de 1854 a 4 de maig de 1855, 1 de desembre de 1856 a 2 d'agost de 1857, i 23 d'octubre de 1857 a 7 de gener de 1858).
Va néixer a Istanbul però era originari de Kastamonu. Va exercir diversos càrrecs civils i militars participant en algunes campanyes. El 1830 va participar en les negociacions amb Egipte i va guanyar fama d'expert en la matèria i el 1833 fou enviat a Kutahya a negociar amb Ibrahim Pasha que havia ocupat Síria i Cilícia; va negociar la concessió dels governs de Damasc i Alep a Ibrahim i el càrrec de recol·lector d'impostos al districte d'Adana, cosa que fou mal vista pel govern d'Istanbul. El 1834 va negociar amb França el retorn d'Algèria. El 1835 va obtenir el suport britànic contra Muhammad Ali Pasha d'Egipte.
El 1837 va arribar al grau de mariscal. El 1838 va anar a Londres per signar una aliança defensiva amb Gran Bretanya contra Egipte però finalment no es va concretar, però per mantenir el suport dels britànics els va haver de concedir un tractat comercial beneficiós signat el 16 d'agost de 1838.
Mort el sultà Mahmut II el juliol de 1839 va tornar a Istanbul i va ser impulsor del decret gülkhane que garantia als subjectes otomans la vida i la seguretat i els béns, un sistema just de taxes i de serveis militars i una teòrica igualtat davant la llei. El 1840 el suport dels britànics va forçar als egipcis a retirar-se. En revenja Muhàmmad Alí Paixà va fer certs suborns per aconseguir la destitució de Mustafa Reşid Pasha com a ministre d'afers estrangers (març de 1841). No va recuperar el càrrec fins al 1845.
L'estiu del 1846 fou nomenat gran visir per primer cop. Va seguir en el càrrec excepte prop de quatre mesos el 1848 i poc més d'un mes al començament del 1852, fins a l'agost d'aquest darrer any
i va introduir diverses reformes (tribunals comercials, codi de comerç, abolició de la tortura, fundació d'escoles i acadèmies, etc.). La crisi amb Rússia el 1853 el va portar al ministeri d'afers estrangers (15 de maig) i es va assegurar l'aliança britànica i francesa, passant llavors a la declaració de guerra (28 de març de 1854, el que fou la guerra de Crimea). El 24 de novembre de 1854 va tornar a ser gran visir durant sis mesos fins al 4 de maig de 1855. La causa de la seva caiguda foren les intrigues sobre la concessió del canal de Suez, en la qual els francesos se sentien menystinguts enfront als britànics. Així va quedar fora dels treballs de la Conferència de París que va posar final a la guerra de Crimea.
Va poder desestabilitzar als seus rivals i tornà a ser gran visir l'1 de desembre de 1856 fins al 2 d'agost de 1857, quan les exigències franceses en relació als principats danubians, van provocar la seva caiguda. Però al cap de tres mesos va retornar (23 d'octubre de 1857) i va exercir fins a la seva mort d'un atac de cor el 7 de gener de 1858.